# Musée du Président Jacques Chirac
Pour les articles homonymes, voir Musée du Septennat.
Le musée du Président Jacques Chirac, couramment appelé le musée du Président, est un musée situé à Sarran, au sud-est du massif des Monédières dans le département de la Corrèze, à 30 km au nord-est de Tulle.
Le musée abrite la collection des objets offerts à Jacques Chirac dans l'exercice de ses fonctions de président de la République française. Il a été inauguré le 15 décembre 2000 par le chef de l'État lui-même.

## Le musée

### Contexte
Jacques et Bernadette Chirac possèdent le château de Bity situé sur le territoire de la commune de Sarran. Jacques Chirac a été pendant plusieurs décennies un élu de la région (circonscription d'Ussel), et son épouse Bernadette a également été adjointe au maire de Sarran et longtemps élue au conseil général de la Corrèze.

### Situation
Le musée se trouve à l'entrée sud du village. Il comprenait initialement 1 700 m2 de bâtiments inaugurés en 2000. Il est construit autour d'une petite maison et d'une grange préexistantes, qui vont inspirer la volumétrie et les proportions des deux corps de bâtiments, l'un destiné à l'exposition permanente, l'autre aux expositions temporaires. Les deux sont reliés par une galerie à toit en terrasse. L'ensemble a été conçu par l'architecte Jean-Michel Wilmotte.
Une extension de 3 000 m2 a été réalisée entre 2004 et 2006 portant la superficie totale à 4 700 m2. Elle comprend une nouvelle aile reliée au reste du musée par le sous-sol. Cette aile abrite les réserves visitables, un auditiorium et un espace pour les ateliers de groupe. Une tour sur 3 niveaux, reliée par une passerelle à cette aile, abrite une bibliothèque. L'ensemble domine un vallon redessiné par Michel Desvigne.
La construction et l'aménagement du musée ont coûté 16,7 millions d'euros. Le musée est la propriété du conseil départemental de la Corrèze qui en assure la gestion.
Le musée comprend une bibliothèque de 12 000 volumes et un restaurant, installé dans l'ancienne grange.

### Fréquentation
La fréquentation était passée de 144 000 visiteurs en 2001 à 28 500 en 2006, avant de remonter ces dernières années aux environs de 50 000 visiteurs, atteignant même les 62 000 en 2010 avec l'exposition Dior. Cette baisse de fréquentation, face aux coûts de structure, a induit ces dernières années un important déficit financier signalé par la chambre régionale des comptes du Limousin. Le coût de construction du musée après l'extension de 2005 est de 16,7 millions d'euros. Et les pertes cumulées de 2002 à 2010 sont de 9,4 millions d'euros.
| Année | Entrées payantes | Entrées gratuites | Entrées |
| ----- | ---------------- | ----------------- | ------- |
| 2001  | 66 776           | 0                 | 66 776  |
| 2002  | 47 850           | 0                 | 47 850  |
| 2003  | 32 857           | 3 112             | 35 969  |
| 2004  | 33 926           | 0                 | 33 926  |
| 2005  | 35 135           | 0                 | 35 135  |
| 2006  | 21 299           | 7 143             | 28 442  |
| 2007  | 45 422           | 4 593             | 50 015  |
| 2008  | 35 661           | 5 385             | 41 046  |
| 2009  | 36 579           | 10 374            | 46 953  |
| 2010  | 50 165           | 9 126             | 59 291  |
| 2011  | 33 723           | 7 257             | 40 980  |
| 2012  | 29 157           | 8 236             | 37 393  |
| 2013  | 25 413           | 6 609             | 32 022  |
| 2014  | 17 301           | 4 931             | 22 232  |
| 2015  | 15 967           | 4 184             | 20 151  |
| 2016  | 14 801           | 4 601             | 19 402  |
| 2017  | 15 988           | 5 472             | 21 460  |
| 2018  | 11 649           | 3 479             | 15 128  |
| 2019  | 18 000           | 7 000             | 25 000  |
| 2020  | 17 358           | 2 275             | 19 633  |
| 2021  | 19 464           | 833               | 20 297  |

## La collection
La collection rassemble les cadeaux offerts à Jacques Chirac lors de ses différents déplacements en France et à l'étranger et dont le président a fait don au conseil général. L'exposition permanente en présente environ 150 (sculptures, tableaux, modèles réduits, vêtements, etc.) mais la collection comporte au total plus de 5 000 objets dont 2 000 livres. Dans la réserve visitable en libre accès sont présentés quelque 1 200 cadeaux, chacun ayant une fiche d'identification sur les écrans d'information.
En 2021 une sculpture représentant un faucon en or jaune sertie de 1400 pierres précieuses dont 1210 diamants, estimée à 152 000 euros, est dérobée au musée. Offert à l'ancien président de la République, alors en exercice, par l'Arabie Saoudite, l'objet semble être le seul à avoir été volé. Il est constaté que le système d'alarme s'est bien déclenché et que les cambrioleurs ont forcé une grande porte vitrée pour pénétrer dans le musée. C'est la première fois qu'il est victime d'un cambriolage. Le parquet de Brive ouvre une enquête.

## Les expositions temporaires
Depuis son ouverture, le musée propose des expositions temporaires consacrées, notamment, aux arts d'Afrique et d'Asie.
- 2025, du  23 mars au 16 novembre :
  - Meubles voyageurs ;
  - Thé ou Café.
- 2024 :
  - Ouverture de la galerie présidentielle ;
  - Bijoux d'Afrique, le langage des formes.
- 2023 :
  - Reconstitution  du bureau des Présidents au palais de l’Élysée, ou « salon Doré » ;
  - Les 40 Cadeaux protocolaires (1958-2022) ;
  - Portraits officiels ;
  - Opinel.
- 2022
  - Ningyô - L’art d’offrir au Japon

Près de 40 « figures humaines » — ou ningyô en japonais — sont présentées dans l’espace de l’auditorium, des poupées traditionnelles de l'époque d'Edo jusqu’au XXe siècle, offertes aux enfants en guise de talisman ou de porte-bonheur ;
- - Tapis du Président.
- 2021
  - Marianne ou les visages de la République ;
  - Les Présidents de Cabu.
- 2020-2021
  - Tintignac, 2000 ans et 1 jour

Un ensemble de fragments en bronze et d'artefacts plus complets (casques, carnyx, plaque animalière) issus du site archéologique de Tintignac-Naves, revenus en Corrèze après 16 années de restauration.